# ピーターリーフ
Peter Leaf（ピーター・リーフ、男性）は、スウェーデン出身のミュージシャン。All That Jazzのボーカル。

## member
Peter Leaf（Vocals）
Per Ejnelind（Guitar）
Patrik Willard（Bass）
Niklas Hellberg（Keyboards）
Pontus Värmhed（Drums）

1988年2月21日にVirgin JapanよりリリースされたアルバムはAll That Jazzである。

## 収録曲
Cruel Summer　3:23
America　4:55
Run! Hide!　4:12
Dolphins　3:23
All The Way　5:02
Even The Trees　4:17
Open Rain　5:07
Sunday　4:22 
Gazebo Song　3:36
Holy Sea　3:51
参照：http://www.discogs.com/All-That-Jazz-All-That-Jazz/release/3286397
「Run!Hide!」は、米国映画ハイディング・アウトに使用されている。
1988年に発売されたハイディング・アウトのサントラ盤CDにも同曲が収録されている。
All That Jazzは1991年に活動を停止しているが、その後ピーター・リーフは「peace love and pitbulls」を結成。
アルバムを３枚発表し、バンドも解散したが、現在はPeter Lööf名でも音楽活動を継続している。
| スタブアイコン | サブスタブ | この項目は、まだ閲覧者の調べものの参照としては役立たない、音楽関係者（バンド等）に関連した書きかけの項目です。この項目を加筆・訂正などしてくださる協力者を求めています（P:音楽/PJ:芸能人）。 |